# Archidiocèse de Philadelphie
L′archidiocèse de Philadelphie (en latin : Archidioecesis Philadelphiensis) est un territoire ecclésiastique de l'Église latine, ou archidiocèse de l'Église catholique, situé dans le sud-est de la Pennsylvanie, aux États-Unis.
Il comprenait à l'origine toute la Pennsylvanie et le Delaware, ainsi que sept comtés et des parties de trois comtés du New Jersey. Le diocèse a été élevé au rang d'archidiocèse en 1875. Le siège de l'archevêque est la basilique cathédrale Saints-Pierre-et-Paul de Philadelphie.
En 2021, il comptait 1 265 960 baptisés sur une population de 4 134 985 habitants. Il est gouverné par l'archevêque Nelson Jesus Perez.

## Territoire
L'archidiocèse de Philadelphie couvre cinq comtés de Pennsylvanie : Bucks, Chester, Delaware, Montgomery et Philadelphie. Il est le siège métropolitain de la province ecclésiastique de Philadelphie.
Il comprend les diocèses suffragants suivants :
- Allentown
- Altoona–Johnstown (en)
- Érié
- Greensburg
- Harrisburg
- Pittsburgh
- Scranton

## Histoire
L'histoire de l'Église catholique dans la région remonte à William Penn, avec une messe dite publiquement en 1707.
En 1808, le pape Pie VII érigea les diocèses suffragants de Boston, New York, Philadelphie et Bardstown (en) (Kentucky) à partir du territoire du diocèse de Baltimore. Le pape nomme le révérend Michael Francis Egan (en) comme premier évêque de Philadelphie.
En 1868, le Vatican érigea les diocèses de Harrisburg, Scranton et Wilmington, prenant leur territoire du diocèse de Philadelphie.
Puis le Vatican a élevé le diocèse de Philadelphie au rang d'archidiocèse de Philadelphie le 12 février 1875.
En 1961, le pape Jean XXIII établit le diocèse d'Allentown, prenant plusieurs comtés du nord de l'archidiocèse de Philadelphie.
En 1969, l'archidiocèse comptait 1 351 704 paroissiens, 1 096 prêtres diocésains, 676 prêtres d'instituts religieux et 6 622 religieuses.